# Haarlem-Noord

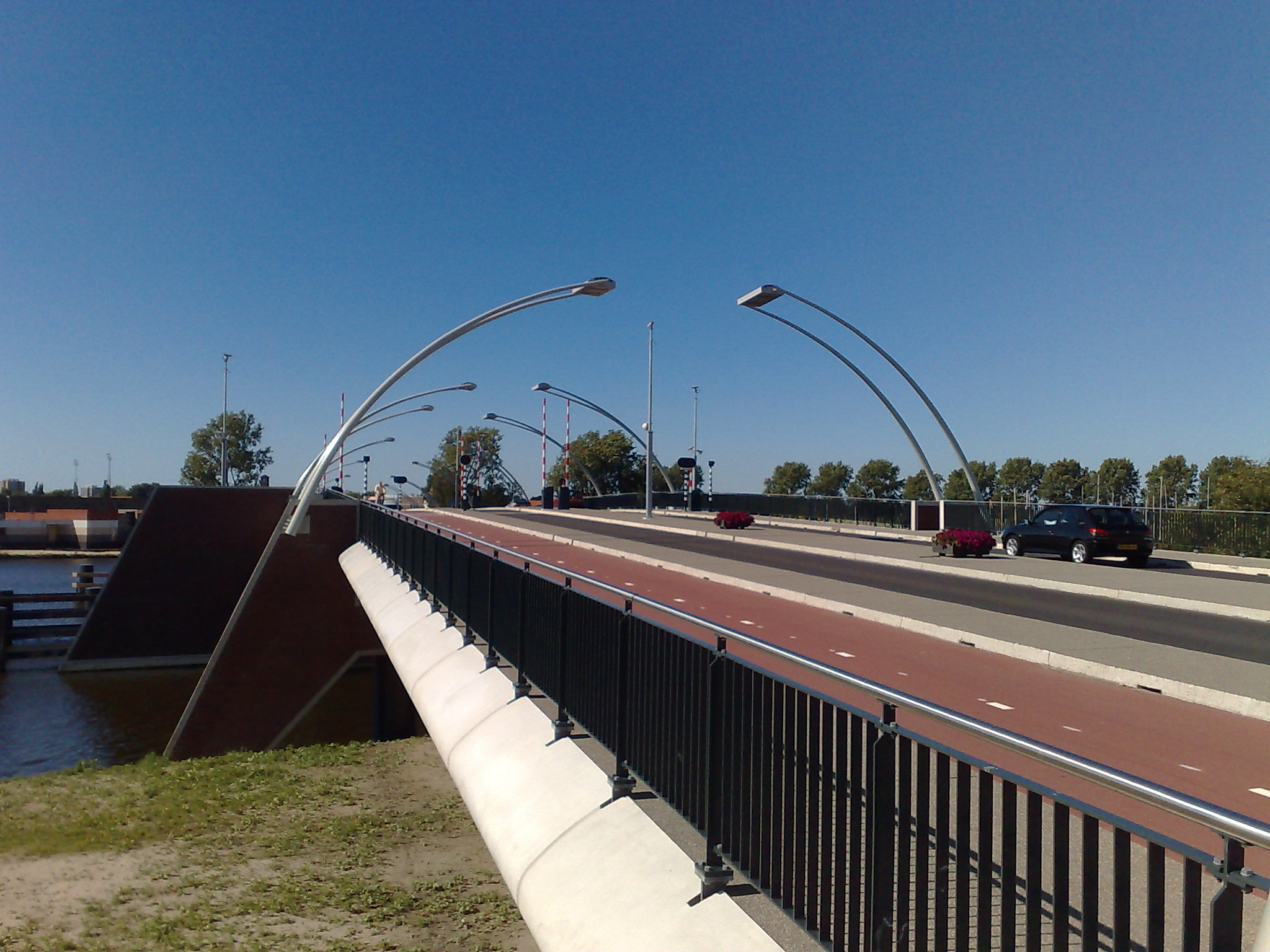
De Schoterbrug naar Haarlem Noord

Haarlem-Noord is een stadsdeel van de Nederlandse gemeente Haarlem met ruim 56.000 inwoners. Tot 1927 behoorde het gebied voor het grootste gedeelte tot de voormalige gemeente Schoten.
Het gebied net ten noorden van station Haarlem was al in 1884 geannexeerd. Hier verrezen in rap tempo de Frans Halsbuurt en Kleverparkbuurt. In 1882 werd begonnen met de bouw van de Ripperdakazerne. Na de annexatie van Schoten is de voormalige gemeente binnen 25 jaar bijna helemaal volgebouwd. Er staan veelal eengezinswoningen uit de jaren 30, 40 en 50 van de 20e eeuw. Midden door Haarlem-Noord gaan de Schoterweg en de Rijksstraatweg richting Velsen. Parallel aan de Schoterweg bevindt zich aan het begin van het stadsdeel de winkelstraat Cronjéstraat. Aan de Kleverlaan, een zijweg van de Schoterweg, ligt de rijksmonumentale Begraafplaats Kleverlaan en de Haarlemmer Kweektuin. Westelijk is Haarlem-Noord begrensd door de Spoorlijn Haarlem - Uitgeest, oostelijk door de Vondelweg en de Spaarndamseweg.
Het stadsdeel kent drie belangrijke bushaltes die worden bediend door de buslijn 385; Julianapark, Minahassastraat en Delftplein.

## Parken
In noord zijn de Stadskweektuinen bij Huis ter Kleef, het Nelson Mandelapark, het Schoterbos, en het Zaanenpark te vinden.

## Sport
In Haarlem-Noord bevinden zich enkele belangrijke sportaccommodaties. Hockeyclub Haarlem, de honk- en softbalclub Sparks Haarlem en honkbalclub Kinheim zijn er gevestigd. Voorheen had ook voetbalclub HFC Haarlem zijn stadion. Aan de westrand van het stadsdeel liggen het Pim Mulierstadion en de deels overkapte kunstijsbaan. In het stadsdeel bevindt zich tevens de kleinste dierentuin van Nederland: Artisklas Haarlem.